# Franz Wever
Franz Wever (vollständig: Franz Wilhelm Otto Gerhard Wever) (* 2. September 1892; † 7. Juli 1984) war ein deutscher Physiker und Werkstoffwissenschaftler.

## Leben
Franz Wever studierte Physik an der Universität Göttingen und war dort 1919–1920 3. Assistent der Abteilung für Mathematische (bzw. Theoretische) Physik am Physikalischen Institut. Mit seiner Dissertation Zur Theorie des Lichtes für aktive Kristalle wurde er 1920 bei Peter Debye zum Dr. phil. promoviert.
1920 wurde Wever Assistent und dann Vorsteher der Physikalischen Abteilung und Wissenschaftliches Mitglied (1929) des Kaiser-Wilhelm-Instituts für Eisenforschung in Düsseldorf. Er habilitierte sich 1925 und lehrte als Privatdozent sowie 1930–1944 als Außerordentlicher Professor für Angewandte Physik und Physik der Metalle an der Universität Köln. Zum 1. Mai 1933 trat er der NSDAP bei. 1944 nach dem Tode des Direktors des Eisenforschungsinstitutes Friedrich Körber wurde Wever dessen Nachfolger, nachdem der Sicherheitsdienst des Reichsführers SS eine positive Beurteilung abgegeben hatte („fachlich als äußerst tüchtig bewertet, weltanschaulich ohne Fehl, für die Menschenführung prädestiniert, weder in politischer noch in charakterlicher Hinsicht ist Nachteiliges über ihn bekannt“). Unter seiner Leitung erreichte das Kaiser-Wilhelm-Institut für Eisenforschung und spätere Max-Planck-Institut für Eisenforschung mit seinen Forschungsarbeiten weltweit Spitzenstellungen. 1959 ging er in den Ruhestand.

## Ehrungen
- Honorarprofessor der Universität Bonn[6]
- Heyn-Denkmünze der Deutschen Gesellschaft für Materialkunde 1968